# L.A. Reid
L.A. Reid, właśc. Antonio M.Reid (ur. 7 czerwca 1956 w Cincinnati) – amerykański kompozytor i producent muzyczny, obecnie prezes i dyrektor generalny wytwórni płytowej Epic Records, laureat trzech nagród Grammy. Znany z produkcji wielu multiplatynowych albumów studyjnych, między innymi M!ssundaztood Pink (2001), Let Go Avril Lavigne (2002), Confessions Ushera (2004), The Emancipation of Mimi  Mariah Carey (2005), Loud Rihanny (2010) czy pośmiertnej płyty Michaela Jacksona Xscape (2014).